# Pro Caelio
Pro Caelio is een van de bekendste overgeleverde redevoeringen van de Romeinse redenaar Marcus Tullius Cicero, uitgesproken op 4 april 56 v.Chr.. Hij verdedigt hier Marcus Caelius Rufus, die van een uitgebreide aanklacht werd beschuldigd: aanzetten tot oproeren in Napels, deelname aan moord op een delegatie van honderd Alexandrijnse burgers onderweg naar Rome in Puteoli, beschadiging van eigendommen van Palla, diefstal van goud van Clodia om daarmee de moord op de Alexandrijnse diplomaat Dio te bekostigen, voorbereiding van vergiftiging van Clodia.

## Cicero bespeelt de jury
Caelius was een minnaar geweest van Clodia, de zus van Publius Clodius Pulcher, de vijand van Cicero, die de aanklacht had ingediend. Cicero pleit dat de aanklacht niets meer is dan een wraakpoging van een verbolgen vrouw en doet dat met veel ironie en brio.
Buiten het feit dat hij tegen zijn politieke vijand pleit, heeft Cicero ook een last van een ongelukkige timing van het proces: op de dag van de Ludi Megalenses, het feest ter ere van de Anatolische vruchtbaarheidsgodin Cybele, die in Rome erg populair was. De juryleden moesten dus deze feestelijkheden missen voor een veel saaiere bezigheid en waren bijgevolg waarschijnlijk niet erg geïnteresseerd in Cicero's redevoering, zeker niet vermits het de laatste redevoering van het laatste proces van de dag was. Maar Cicero voert een soort toneelstuk op door de aanklagers als stereotypen voor te stellen, gebaseerd op de traditionele personages van de Romeinse komedie. Hij voert o.a. satirische monologen in (o.a de prosopopee van Appius Claudius Caecus) en bekomt met een stortvloed aan retorische middelen dan ook Caelius' vrijspraak.

## Aantijgingen van onzedelijkheid
Een groot deel van de redevoering meende Cicero te moeten besteden aan het ontzenuwen van kennelijk gemaakte aantijgingen van onzedelijke levenswandel van Caelius, en ook dat doet Cicero welsprekend en sappig:
§ 6. “Nu, wat betreft de verwijten van onzedigheid: al maken de aanklagers nog zo veel werk van hun belastering en kwaadsprekerij, ze zullen niet bereiken dat Caelius betreurt, niet onknap geboren te zijn”.
§ 20. “(er zijn mensen) die zeggen dat hun echtgenotes, terugkerend van een diner, onfatsoenlijk betast zijn door Caelius…”
§ 30. “Caelius een "echtbreker, viezerik, tussenpersoon" noemen is beschimpen, niet aanklagen…”
§ 35. “De aanklagers blijven maar doorgaan over liederlijkheid, minnarijen, overspel, Baiae, toneelopvoeringen, feestmaaltijden, drinkgelagen, gezang, huisconcerten, plezierbootjes…”

## Carmen 49 van Catullus
In Carmen 49 bedankt de dichter Catullus Cicero als “de beste advocaat”. Er wordt wel verondersteld dat Catullus dat deed omdat Cicero de naam van de dichter niet vermeldde in het proces tegen Caelius. Dit terwijl Clodia weleens dezelfde persoon zou kunnen zijn als Catullus' Lesbia (meer info aldaar).
Een andere uitleg stelt dat Catullus' woorden ('Zozeer als ik de slechtste dichter van allen ben, zozeer ben jij de beste advocaat van allen.') sarcastisch moeten worden opgevat. Catullus wil geenszins van zichzelf zeggen dat hij een slechte dichter is en draait daarmee de betekenis van zijn woorden om: Cicero is een erg slechte advocaat. De reden om aan te nemen dat deze woorden sarcastisch opgevat moeten worden is het vermoeden dat Catullus niet blij moet zijn geweest met de manier waarop zijn geliefde Lesbia wordt neergezet in de redevoering.

## Comedy enStock Characters
Erg lang is het de consensus binnen het onderzoek naar de Pro Caelio geweest dat Cicero zijn redevoering laat lijken op een komedie. Deze consensus is ontstaan na het onderzoek van Geffcken uit 1973 waarin ze zegt dat Cicero de aandacht van het publiek probeert te trekken door het proces een komisch theater te maken. In recentere jaren komt er echter meer kritiek op Geffcken’s originele theorie, waaronder het onderzoek van Hanses uit 2015. Hanses beweert dat Cicero gebruik maakte van de drie dominante dramagenres van de Ludi Megalenses: tragedie, komedie en mime. Dat Hanses meestal juist is in zijn observaties blijkt onder andere uit het gebruik van komedische stock characters. Cicero zet een aantal van de personen die voorkomen in zijn redevoering neer als dit soort stock characters.

### Caelius
Caelius wordt door Cicero direct in de opening van de redevoering adulescens (jongeman) genoemd, en dit is een van de hoofdtypes van stock characters uit de komedie. Later in dezelfde zin refereert Cicero aan het stock character van de meretrix (prostituee), waarmee hij verwijst naar de zeer typische opening van komedies, namelijk dat een adulescens verliefd wordt op een meretrix. Caelius zelf was misschien net iets te oud om een adulescens te zijn, omdat zijn exacte geboortedatum onbekend is. Een adulescens is namelijk een jongeman tussen de vijftien en dertig jaar oud, en Caelius wordt tussen de zesentwintig en tweeëndertig geschat. Een man die ouder is wordt tot zijn vijfenveertigste officieel iuvenis genoemd. Wel worden adulescens en iuvenis als synoniem gebruikt in het Klassieke Latijn, door Cicero zelf, en door enkele komedieschrijvers, dus is de exacte leeftijd van Caelius geen probleem om hem als adulescens neer te zetten.

### Clodia
Clodia vult door de redevoering heen een aantal rollen. Als eerste wordt ze indirect en zonder bij naam genoemd te zijn neergezet als een tragische Medea (§18). De tragische toon is hier geen parodie, zoals Geffcken en Leigh menen, maar die van een oprechte tragedie, zoals Hanses beweert.
Na deze tragische allusie wordt Clodia, nadat haar naam is genoemd, kort neergezet als een matrona (matrone), een van de stock characters uit de komedie (§31-32). Deze rol is echter van zeer korte duur, omdat Cicero haar vervolgens in §34 in all but name neerzet als een meretrix (prostituee), een ander komedisch stock character. Volgens Duckworth zijn er twee soorten meretrix: de slimme en ervaren meretrix die winstzuchtig en gevoelloos is, en de jonge meretrix die toegewijd is aan haar geliefde. Clodia hoort bij de aanklagers van Caelius, en de meretrix in deze redevoering wordt door Cicero “non solum meretrix, sed etiam proterva meretrix procaxque” (niet alleen een prostituee, maar zelfs een brutale en schaamteloze prostituee) genoemd (§49), dus is zij duidelijk een meretrix van de eerste soort.
In §61-69 wordt het verhaal over hoe het gif voor Clodia overhandigd zou zijn neergezet als een mime. De mime is een lager genre met als defining feature het feit dat er geen enkele structuur of plausibele verhaallijn in zit. Ook is een vergiftigingsplot zeer typisch voor mimes. Vrouwelijke rollen in mimes werden ook opgevoerd door echte meretrices, en dit geeft Cicero dan ook de mogelijkheid om Clodia als een meretrix uit een komedie de rol van meretrix te laten spelen in een mime. Geffcken probeert Clodia hier nog een vrouwelijke miles gloriosus (opschepperige soldaat) te noemen omdat ze als generaal haar troepen lijkt aan te sturen, maar dit is in strijd met de definitie van dit stock character. De miles gloriosus overdrijft zijn prestaties en schept hierover op, en dit is het tegenovergestelde van wat een zogenaamde generaal als Clodia doet.

### Appius Claudius Caecus
De prosopopoeia waarin Appius Claudius Caecus wordt opgevoerd (§35) wordt door Geffcken als een komische transpositie gezien, en door Hanses als oprechte tragedie. Beide missen echter dat Caecus wordt neergezet als het stock character van de pater durus (strenge vader). In zijn betoog stelt hij veel ernstige retorische vragen en lijkt hij weinig begrip te tonen voor Clodia. Ook noemt Cicero hem een “gravem personam” (ernstig karakter). Dit komt precies overeen met de omschrijving van de pater durus als een “father who lacks sympathy and understanding and who, because of his harshness and severity, becomes the object of deception and ridicule”. Het feit dat Caecus een voorvader van Clodia is, maakt dit ook aannemelijk.

### Clodius
Clodia’s broer Clodius wordt door Cicero neergezet als een komische leno (pooier) wanneer hij door Cicero wordt nagedaan in §36. Ook heeft zijn optreden wat weg van een pater durus (strenge vader), een subtype van het stock character senex (oude man). Waar een pater durus in de komedie vaak zijn verliefde zoon berispt, gebeurt dit hier tussen een broer en zijn verliefde zus. Clodius zou dus een kruising zijn tussen een leno en een pater durus.

### Cicero
Cicero plaatst zichzelf in §37 in de rol van Caelius’ vader maar twijfelt als welke soort vader hij Caelius het beste kan toespreken. Eerst voert hij een pater durus (strenge vader) uit de komedies van Caecilius op, en vervolgens een pater lenis (milde vader) uit Terentius. Hij concludeert vervolgens dat de pater lenis hier het meest op zijn plaats is, omdat Caelius zichzelf erg gemakkelijk kan verdedigen tegen alle aanklachten. Het feit dat Cicero zich in de rol van de pater lenis zet, geeft hem ook de gelegenheid om in de rest van de redevoering het “boys will be boys argument” in te zetten.

### Quintus Metellus Celer
In een plotselinge digressie in §59-60 worden door Cicero de laatste momenten dat Quintus Metellus Celer, de overleden echtgenoot (en neef) van Clodia, besproken. Volgens Hanses is dit een “brief return to tragedy”, maar dit is onwaarschijnlijk aangezien de tragische passage al is afgesloten en een terugkeer naar tragedie de komische sfeer volledig zou verpesten voor de rest van de redevoering. De laatste opmerking van Cicero in deze digressie lijkt hem ook net over the top te maken. Ook wordt Metellus neergezet als een stock character uit de komedie, namelijk de senex stultus/credulus (domme/goedgelovige oude man) die ten prooi is gevallen aan de snode plannen van zijn echtgenote. Metellus waarschuwt Cicero wel voor een storm die hem en de staat boven het hoofd hangen, dus lijken zijn domheid en goedgelovigheid toch verminderd te worden. Daarnaast vertelt Cicero dat Metellus in zijn laatste momenten op de muur tussen hem en Quintus Catulus slaat, wat hem ook op een senex iratus (woedende oude man) laat lijken. Omdat een vader in de komedie meestal boos wordt over de affaire van zijn zoon, zou het kunnen impliceren dat Metellus achter de affaire van zijn vrouw met Caelius is gekomen en daarom woedend is geworden. Dit zou ook een motief kunnen vormen voor de vermeende vergiftiging van Metellus.

## Nederlandse vertalingen
Een vertaling van Cicero's rede voor Caelius is uitgegeven met hun onderlinge correspondentie en het verslag van Caesar over Caelius:
- Vereeuwigde vriendschap. Alle documenten, vert. Hetty van Rooijen-Dijkman, 1998, ISBN 9789026315596